# 第43屆金酸莓獎
第43届金酸莓奖（英語：43rd Golden Raspberry Awards）定于2023年3月11日，也就是第95届奥斯卡金像奖前一天举行，颁发给2022年表现最差的电影工作者及作品。由安娜·德·阿玛斯主演的《金发梦露》囊括最差电影和最差导演等8项提名，领跑提名名单。
在本屆提名中，由於主辦方提名12歲的《燃火的女孩》女主角萊恩·基耶拉·阿姆斯特朗入圍最差女主角，遭外界批評此舉不僅會摧毀童星的生涯，還會將她置於遭受欺凌甚至更糟的處境，其後該項提名被撤消，最差女主角獎項最終由金酸莓獎頒給自己作結，為金酸莓獎成立以來首度頒給自己最差獎項，同時主辦單位宣布往後不接受任何未滿18歲的人員在任何獎項獲得提名。
本屆獲獎者中，《金髮夢露》獲頒最差電影和最差劇本，汤姆·汉克斯在《貓王艾維斯》的演出獲頒最差男配角和最差銀幕搭擋，《魔比斯》獲得最差男主角和最差女配角兩個獎項。最佳贖莓獎則由參演 《伊尼舍林的女妖》的柯林·法洛奪得。

## 提名与获奖名单
| 最差電影 - 《金髮夢露》 - 《大明星被甩日記》 - 《日月人魚》 - 《魔比斯》 - 《木偶奇遇記》 | 最差導演 - 机关枪凯利、Mod Sun –《大明星被甩日記》 - 賈德·阿帕托 –《泡泡劇組》 - 安德魯·多明尼克 –《金髮夢露》 - 丹尼尔·伊斯皮诺萨 –《魔比斯》 - 勞勃·辛密克斯 –《木偶奇遇記》                                                 |
| 最差男主角 - 杰瑞德·莱托 –《魔比斯》 - 皮特·戴维森（配音） –《酷狗马马杜》 - 汤姆·汉克斯 –《木偶奇遇記》 - 机关枪凯利 –《大明星被甩日記》 - 席維斯·史特龍 –《義勇超人》 | 最差女主角 - 金酸莓獎（因為提名失誤） - 萊恩·基耶拉·阿姆斯特朗 –《燃火的女孩》 - 布莱斯·达拉斯·霍华德 –《侏羅紀世界：統霸天下》 - 黛安·基顿 –《麦克和丽塔》 - 卡雅·斯考达里奥 – 《日月人魚》 - 艾莉西亞·席薇史東 –《鲨海困斗》 |
| 最差男配角 - 汤姆·汉克斯 –《貓王艾維斯》 - 皮特·戴维森 –《大明星被甩日記》 - 澤維爾·塞繆爾 –《金髮夢露》 - Mod Sun – 《大明星被甩日記》 - 埃文·威廉斯 –《金髮夢露》 | 最差女配角 - 安卓·亞霍娜 –《魔比斯》 - 范冰冰 –《355：諜影特攻》和《日月人魚》 - 罗林·布兰考（配音）– 《木偶奇遇記》 - 佩内洛普·克鲁兹 –《355：諜影特攻》 - 米拉·索维诺 –《兰博基尼：传奇背后的男人》                          |
| 最差银幕搭档 - 汤姆·汉克斯和他那涂满乳胶的脸（还有可笑的口音）–《貓王艾維斯》 - 出现在荒谬白宫卧室场景的两个真实人物（玛丽莲·梦露、约翰·肯尼迪）–《金髮夢露》 - 安德魯·多明尼克和他与女人的问题 –《金髮夢露》 - 机关枪凯利、Mod Sun –《大明星被甩日記》 - 《黑帮大佬和我的365日》的两部续集（《禁室365天之後：今時之慾》和《禁室365天之後：明日之慾》） | 最差前传、重拍、恶搞及续集电影 - 《木偶奇遇記》 - 《金髮夢露》 - 《禁室365天之後：今時之慾》和《禁室365天之後：明日之慾》 - 《燃火的女孩》 - 《侏羅紀世界：統霸天下》                                                          |
| 最差剧本 - 《金髮夢露》– 安德魯·多明尼克 - 《大明星被甩日記》 –机关枪凯利、Mod Sun - 《侏羅紀世界：統霸天下》 – 艾米丽·卡迈克尔、柯林·特雷沃羅、德里克·康诺利 - 《魔比斯》 – 马特·萨扎马、伯克·夏普莱斯 - 《木偶奇遇記》 – 勞勃·辛密克斯、克里斯·魏茲                                                                                                   | |
| 最佳贖莓獎 - 柯林·法洛 – 《伊尼舍林的女妖》 - 馬克·華伯格 – 《拳擊神父》 - 方·基墨 – 《方》 | |